# Норвежко море
Норвежко море(на норвежки: Norskehavet; на английски: Norwegian Sea) е периферно море на Северния ледовит океан, разположено западно от Скандинавския полуостров. На юг границата му с Атлантическия океан се прокарва по линията от крайната западна точка на Скандинавския полуостров през Шетлъндските и Фарьорските острови до крайната източна точка на остров Исландия. На запад и северозапад границата му с Гренландско море преминава от крайната източна точка на остров Исландия, през остров Ян Майен до крайната южна точка на архипелага Шпицберген. На североизток границата му с Баренцово море започва от крайната южна точка на Шпицберген през Мечия остров до нос Нордкап (крайната северна точка на Скандинавския полуостров.
Дължина от север на юг над 1800 km, ширина до 1250 km, площ 1383 km2. Средна дълбочина 1600 – 1750 m, максимална 3970 m. Между Шетлъндските и Фарьорските острови е разположен подмоден хребет, над който дълбочините не превишават 600 m, а край бреговете на Норвегия има няколко плитчини (Лофотенски и др.). През него преминава топлото Норвежко течение, поради което през зимата не замръзва. Температурата на водата през зимата е от 2 °C до 7 °C, а през август – от 8 °C до 12 °C. Соленост 34 – 35‰. Приливите са полуденонощни с височина до 3,3 m.
Най-големите острови са: Сорьоа, Сейлан, Арньоя, Рингвасьоя, Квальойа, Сеня, Вестерлотен, Лофотенски, Дона, Вега, Фрьоя, Хитра и Смьола покрай бреговете на Норвегия.
Най-важните пристанища са норвежките Тронхайм, Тромсьо и Нарвик. Развит е риболовът (добив на треска, селда и др.), както и добивът на нефт.